# Den eurasiske økonomiske union
Den eurasiske økonomiske union (EAEU) (russisk: Евразийский экономический союз, tr. Evrazijskij ekonomitjeskij sojuz)  er en økonomisk union mellem Rusland, Hviderusland, Kasakhstan, Kirgisistan og Armenien. Aftalen om etablering af unionen blev undertegnet i Astana 29. maj 2014 med ikrafttræden den 1. januar 2015.
Unionen lægger op til tættere økonomisk integration og samordning, med et fælles marked og fri bevægelse af varer, tjenester, kapital og arbejdskraft mellem medlemsstaterne.
Tadsjikistan og Usbekistan har også ytret ønske om at slutte sig til unionen.